# Walter Lehmann
Walter Lehmann (ur. 13 stycznia 1919 w Hütten, zm. 23 września 2017 w Richterswilu) – szwajcarski gimnastyk, medalista olimpijski z Londynu. W 1950 roku został mistrzem świata w wieloboju indywidualnie.